# عبد الله بن شريك
عبد الله بن شريك بن عدي أبو المحجل العامري الكوفي من التابعين من أعلام القرن الهجري الثاني. سكن الكوفة، وكان شيعيا من أصحاب زين العابدين علي بن الحسين السجاد ومحمد الباقر وجعفر الصادق.
وكان ممن أرسلهم المختار الثقفي إلى محمد بن الحنفية عندما خرج مطالبا بالثأر لمقتل الحسين بن علي.
تمتع بعمر طويلا، قال ابن عيينة: سمعت عبد الله وهو ابن مائة سنة.

## مكانته العلمية
كان محدثا يروي الحديث عن أئمة الشيعة، وروى عن جماعة من الكوفيين ويروون عنه. روى عن: بشر بن غالب الأسدي، وجندب الأزدي قاتل الساحر، والحارث بن مالك، وسويد بن غفلة، وشُريك بن أرطاة العامري الكلابي، وأبيه شريك العامري[من؟]، وعبد الله بن الرقيم الكناني، وعبد الله بن الزبير، وعبد الله بن عباس، وعبد الله بن عمر بن الخطاب، وعبد الرحمن بن عدي الكندي، وأبي جعفر محمد بن علي بن الحسين، ومسلم بن مخراق مولى حذيفة.
روى عنه: الأجلح بن عبد الله الكندي، وإسرائيل بن يونس، وجابر بن الحر النخعي، وزكريا بن عبد الله بن يزيد الصهباني، وسفيان الثوري، وسفيان بن عيينة، وأبو الأحوص سلام بن سليم، وشريك بن عبد الله، وعبد الله بن الزبير الأسدي والد أبي أحمد الزبيري، وأبو مريم عبد الغفار بن القاسم الأنصاري، وأبو داود عيسى بن مسلم الطهوي وفطر بن خليفة، ومحمد بن طلحة بن مصرف.

## أقوال العلماء فيه
قال السعدي: عبد الله بن شَرِيك مختاري كذاب. وقول السعدي مختاري أي هو من أصحاب مختار بن أبي عُبَيد وليس له من الحديث إلا الشيء اليسير.
وذكره محمد بن سعد في كتاب الطبقات الكبير في الطبقة الثالثة من طبقات الكوفيين، ولم يورد له شيئًا.
وقال عنه أبو الفرج بن الجوزي إنه كوفي مختاري من أصحاب المختار، يروي عن ابن عمر. كان ابن عيينة لا يحدث عنه. وقال أحمد بن حنبل: ثقة. وقال السعدي: كذاب. وقال النسائي: ليس بالقوي. وقال ابن حبان: كان غاليا في التشيع يروي عن الأثبات ما لا يشبه حديث الثقات.
وقال محمد بن عمر الكشي: حدثنا أبو صالح خلف بن حماد الكشي، قال: حدثنا أبو سعيد سهل بن زياد الآدمي الرازي، قال: حدثني علي بن الحكم، عن علي بن المغيرة، عن أبي جعفر ، قال: كأني بعبد الله بن شريك العامري عليه عمامة سوداء وذؤابتاه بين كتفيه مصعدا في لحف الجبل بين يدي قائمنا أهل البيت في أربعة آلاف يكبرون ويكررون.

## وصلات خارجية
- عبد الله بن شريك العامري في مركز البيت العالمي للمعلومات
- عبد الله بن شريك العامري في موقع مؤسسة آية الله العظمى الميلاني لإحياء الفكر الشيعي